# Rosières-sur-Mance
Rosières-sur-Mance és un municipi francès situat al departament de l'Alt Saona i a la regió de Borgonya - Franc Comtat. L'any 2007 tenia 80 habitants.

## Demografia

### Població
El 2007 la població de fet de Rosières-sur-Mance era de 80 persones. Hi havia 32 famílies, de les quals 8 eren unipersonals (8 homes vivint sols), 12 parelles sense fills, 8 parelles amb fills i 4 famílies monoparentals amb fills.
La població ha evolucionat segons el següent gràfic:
Habitants censats

### Habitatges
El 2007 hi havia 59 habitatges, 36 eren l'habitatge principal de la família, 17 eren segones residències i 6 estaven desocupats. Tots els 59 habitatges eren cases. Dels 36 habitatges principals, 35 estaven ocupats pels seus propietaris i 1 estava cedit a títol gratuït; 1 tenia dues cambres, 5 en tenien tres, 7 en tenien quatre i 22 en tenien cinc o més. 29 habitatges disposaven pel capbaix d'una plaça de pàrquing. A 22 habitatges hi havia un automòbil i a 9 n'hi havia dos o més.

### Piràmide de població
La piràmide de població per edats i sexe el 2009 era:
| Homes | Edats   | Dones |
| ----- | ------- | ----- |
| 0     | 95 o +  | 0     |
| 0     | 90 a 94 | 0     |
| 0     | 85 a 89 | 0     |
| 0     | 80 a 84 | 4     |
| 8     | 75 a 79 | 0     |
| 4     | 70 a 74 | 0     |
| 8     | 65 a 69 | 8     |
| 0     | 60 a 64 | 4     |
| 0     | 55 a 59 | 0     |
| 0     | 50 a 54 | 0     |
| 0     | 45 a 49 | 0     |
| 0     | 40 a 44 | 0     |
| 4     | 35 a 39 | 0     |
| 4     | 30 a 34 | 0     |
| 4     | 25 a 29 | 0     |
| 0     | 20 a 24 | 4     |
| 0     | 15 a 19 | 0     |
| 0     | 10 a 14 | 0     |
| 0     | 5 a 9   | 0     |
| 0     | 0 a 4   | 0     |

## Economia
El 2007 la població en edat de treballar era de 38 persones, 27 eren actives i 11 eren inactives. De les 27 persones actives 22 estaven ocupades (14 homes i 8 dones) i 5 estaven aturades (3 homes i 2 dones). De les 11 persones inactives 7 estaven jubilades, 1 estava estudiant i 3 estaven classificades com a «altres inactius».
Activitats econòmiques
L'any 2000 a Rosières-sur-Mance hi havia 7 explotacions agrícoles que ocupaven un total de 280 hectàrees.

## Poblacions més properes
El següent diagrama mostra les poblacions més properes.